# 磯野光沙
磯野 光沙（いその ありさ、2003年5月8日 - ）は、日本の元子役。セントラルに所属していた。

## 出演

### テレビドラマ
- 不信のとき〜ウーマン・ウォーズ〜 第11話（2006年、フジテレビ）野上法子 役
- あなたの涙そうそう 幸せになるんや篇（2006年、TBSテレビ）百合子 役
- ヒミツの花園（2007年、関西テレビ）月山夏世（幼少） 役
- 薔薇のない花屋（2008年、フジテレビ）汐見雫（幼少） 役
- 魔女裁判（2009年、フジテレビ）渡部舞 役
- 土曜時代劇・まっつぐ〜鎌倉河岸捕物控〜 第8話（2010年6月、NHK）おみよ 役
- 土曜ワイド劇場・ミステリー作家 六波羅一輝の推理白骨の語り部（2010年12月4日、テレビ朝日）武藤咲子（幼少） 役
- 流れ星 最終話（2010年12月20日、フジテレビ）少女 役
- おうちの神様（2011年4月3日 - 2015年3月29日、日本テレビ）すみか 役

### バラエティ
- 行列のできる法律相談所（日本テレビ）
- ひみつのアラシちゃん（TBSテレビ）
- ぴかぴかマンボ（テレビ東京）
- タイノッチ（TBSテレビ）
- 徳光和夫の感動再会!"逢いたい"（TBSテレビ）

### 映画
- コンナオトナノオンナノコ（2007年）伊原風花 役

### CM
- P&G ボールド
- 日本ビクター
- アリコジャパン
- 大王製紙 GOO.N

### PV
- 青山テルマ『守りたいもの』（2008年）

### VP
- ベネッセ こどもちゃれんじ ぷちファースト、ぷちリトミック

## 出版物

### 書籍
- 手ぬい手あみのベビーウェア（2006年）ISBN 978-4-4086-2767-0

### カタログ
- ユニクロ 通販カタログ
- トッパン マスセット
- ナイスデイファミリー

### スチール
- ピジョン 靴
- クリナップ
- EPSON

### パンフレット
- ベネッセ こどもちゃれんじ みんな大きく

### 雑誌広告
- キヤノンビデオカメラ
- 龍角散 おくすり飲めたね